# 1579
1579 (MDLXXIX) a fost un an comun al calendarului iulian, care a început într-o zi de joi.

## Evenimente
- Se sfârșește a treia domnie a lui Petru Șchiopul, domn al Moldovei (1578-1579).

## Nașteri
- noiembrie: John Fletcher (dramaturg)  (d. 1625)
- 10 aprilie: August al II-lea de Brunswick-Wolfenbüttel  (d. 1666)
- 1 august: Luis Vélez de Guevara scriitor spaniol (d. 1644)
- dată necunoscută: Catherine Henriette de Balzac d'Entragues  (d. 1633)

## Decese
- 11 octombrie: Mehmed Pașa mare vizir al Imperiului Otoman (n. 1505)
- 16 februarie: Gonzalo Jiménez de Quesada conchistador spaniol (n. 1509)
- 24 octombrie: Albert al V-lea de Bavaria duce al Bavariei (1528-1579) (n. 1528)
- dată necunoscută: Diego de Landa  (n. 1524)
- 15 noiembrie: Francisc David  (n. 1510)
- dată necunoscută: Hans Eworth  (n. 1520)
- 7 noiembrie: Gáspár Bekes  (n. 1520)
- 6 mai: François de Montmorency  (n. 1530)
- dată necunoscută: Livio Agresti pictor italian (n. 1505)
- dată necunoscută: Pero de Magalhães Gandavo  (n. 1540)
- dată necunoscută: Gherasim din Chefalonia  (n. 1506)